# I Won’t Let Go
| Оценки критиков                  | Оценки критиков |
| Источник                         | Оценка          |
| -------------------------------- | --------------- |
| The 9513                         | (Thumbs Up)     |
| Roughstock                       | [ 2 ]           |
| The 1-to-10 Country Music Review | [ 3 ]           |

«I Won’t Let Go» — песня американской кантри-группы Rascal Flatts, вышедшая в качестве второго сингла с их 7-го студийного альбома Nothing Like This. Релиз прошёл 10 января 2011 года. Сингл достиг второго места в кантри-чарте Hot Country Songs (Billboard) и получил платиновую сертификацию в США.

## История
Песня получила положительные отзывы музыкальной критики, например от Associated Press, The 9513, Roughstock, «The 1-to-10 Country Music Review».

## Музыкальное видео
Режиссёром видеоклипа стали Deaton-Flanigen Productions, а премьера прошла в начале 2011 года

## Позиции в чартах

### Еженедельные чарты
| Чарт (2011)                         | Наивысшая позиция |
| ----------------------------------- | ----------------- |
| Австралия (ARIA)                    | 68                |
| США (Billboard Hot Country Songs)   | 2                 |
| США (Billboard Hot 100)             | 31                |
| Канада (Billboard Canadian Hot 100) | 39                |

### Годовые итоговые чарты
| Чарт (2011)                           | Позиция |
| ------------------------------------- | ------- |
| США Country Songs (Billboard)         | 28      |
| США Country Digital Songs (Billboard) | 20      |
| США Ringtones (Billboard)             | 50      |

## Сертификация
| Страна | Сертификация |
| ------ | ------------ |
| США    | Платиновая   |